# Камни лета
Камни лета (баш. Йәй ташы) — две каменные глыбы, ритуальный объект, находящийся в поле недалеко от деревни Зириково Гафурийского района Башкортостана, Россия. Один камень красноватого, другой — зеленоватого оттенка. Местное население называет камни «абий» и «бабай».
Камни традиционно использовались в ритуале вызывания и прерывания дождя. В засуху камни обливали водой, чтобы вызвать осадки, в период затяжных дождей смазывали маслом, чтобы осадки прекратились.
По одному из преданий, небольшой осколок камня, принесенный домой, звенел пока его не вернули обратно. Согласно другому поверью, если случайно задеть эти валуны плугом или другим инструментом, то даже в ясную погоду появлялись тучи и начинался дождь. Если задеть специально, с целью вызвать дождь, ничего не происходило. В 60-е годы XX в. камни безуспешно пытались убрать с поля.
В XI веке тюркский учёный Махмуд аль-Кашгари в своём труде «Диван лугат ат-турк» («Словарь тюркских наречий») писал о летних камнях (йәйташ): когда не было дождя, люди обливали священные камни водой, а когда дождь лил, не переставая, камни мазали маслом. Обряды, связанные с поклонением летним камням (йәйташ) или дождевым камням (ямғырташ), проводили многие территориальные группы башкир. У башкир-катайцев известны ритуалы Таш майлау (смазывание, намасливание камня) и Таш йыуыу (мытье, обмывание камня), проводимые муллой. В Абзелиловском и Баймакском районах в обряде вызывания дождя использовались разноцветные камни из реки. В Хайбуллинском районе дождевыми камнями считались белые камни из р. Сакмары. Чтобы вызвать дождь их клали в воду, чтобы прекратить осадки, камни вынимали из воды и сушили. В Зианчуринском, Кугарчинском и Учалинском районах схожие функции выполняли камни из зоба птиц. Ритуалу вызывания дождя имеются параллели в мифологии многих тюркских и монгольских народов, например, у хакасов.
В настоящее время участок, где находятся Камни лета, не обрабатывается. Местные жители огородили их забором.
Недалеко от культового места установлена стела «Географический центр республики Башкортостан».